# Esfalerita

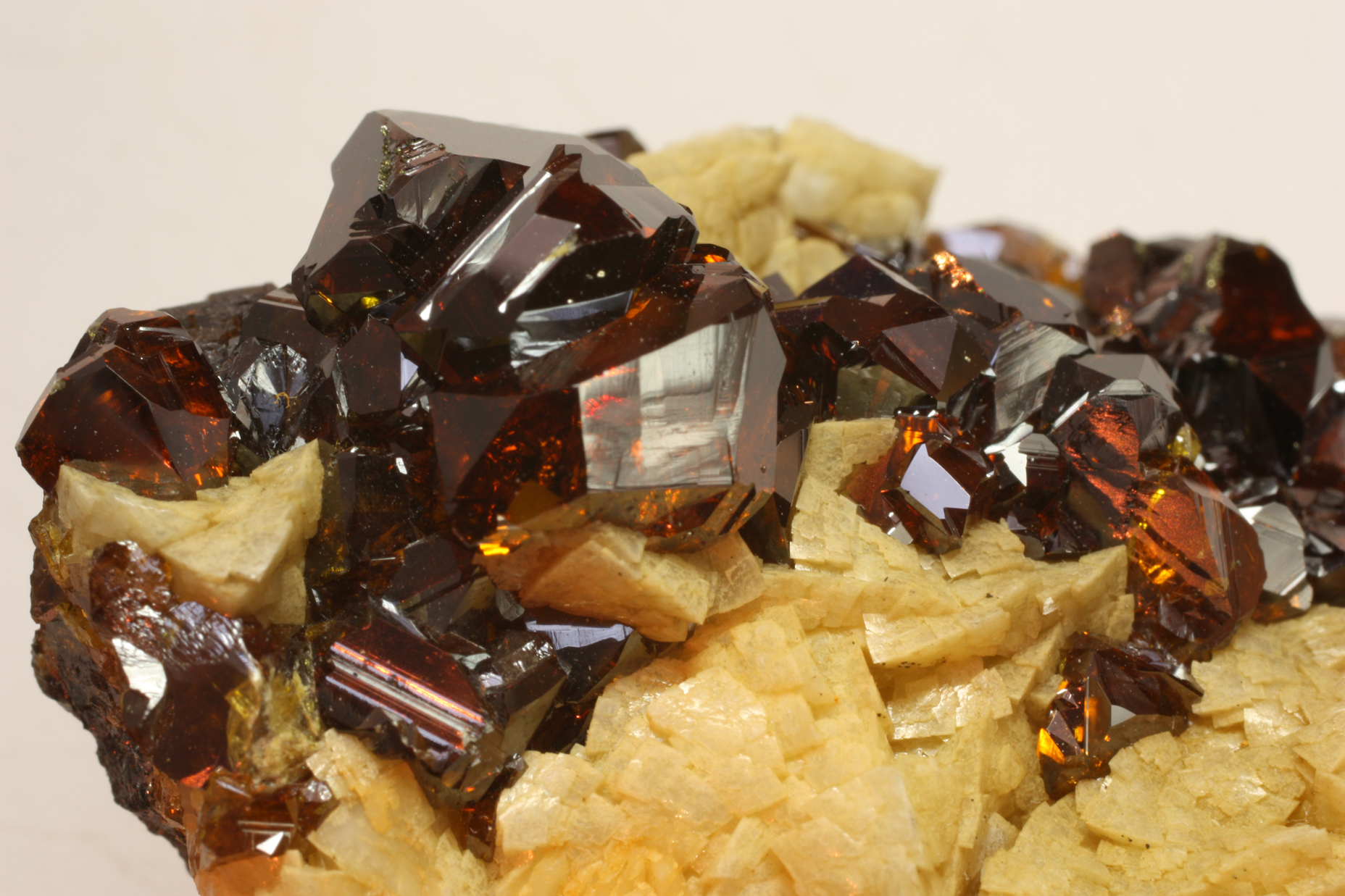
Esfalerita sobre dolomita. Mina Troya, Mutiloa, Guipúzcoa (España)

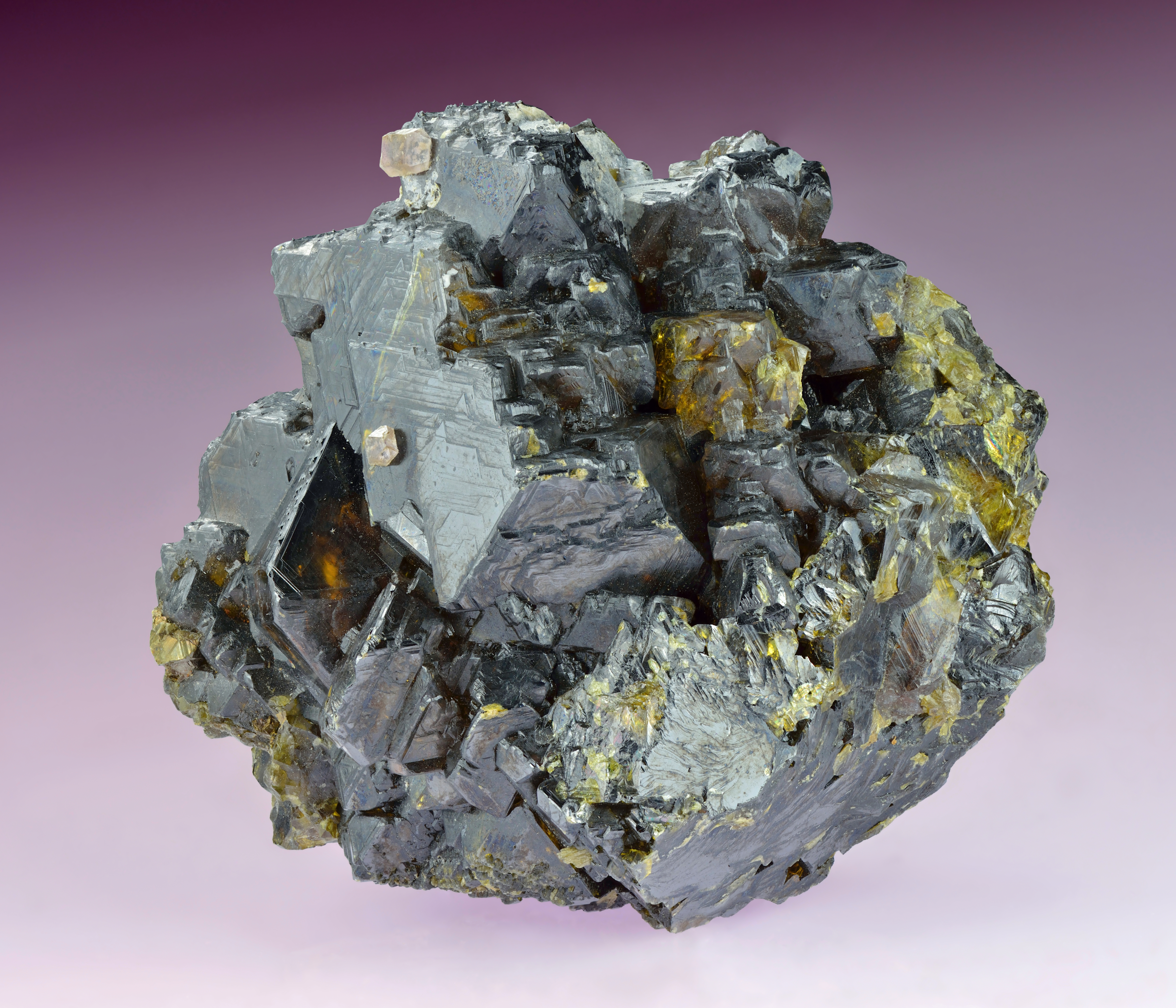
Esfalerita

La esfalerita o blenda es un mineral del sulfuro de zinc (ZnS). Se conoce desde antaño, aunque en Europa no se sabía extraer ningún metal de él. Este hecho, su semejanza en algunos casos con la galena y su habitual asociación hicieron que Georgius Agricola le diera, en su obra De natura fossilium (La naturaleza de los minerales), el nombre de galena inanis («galena inservible»). Según indica en el índice de su obra, los mineros alemanes la conocían como blende. Probablemente la palabra blende se utilizaba para dar a entender el aspecto engañoso del mineral, tal como interpretan Agrícola y otros autores antiguos, pero también se ha supuesto que procedía de blenden, 'cegar' o 'deslumbrar'. Posteriormente el término -blende se empleó en alemán para formar el nombre de otros minerales de color negro y brillo semimetálico (Pechblende, 'blenda de pez', Hornblende, 'blenda córnea').
Por otra parte, entre 1735 y 1756, los estudios químicos permitieron determinar la presencia de zinc como constituyente esencial de este mineral e incluso diseñar métodos para su extracción, lo que hizo que el antiguo Blende pasara a llamarse Zincblende, 'blenda de zinc'. Los vaivenes de la nomenclatura mineralógica en la primera mitad del siglo XIX hicieron que este mineral se llamara, según Haüy, zinc sulfuré, 'zinc sulfurado', y según Glocker Sphalerites, como género (con varias especies, que eran simplemente variedades), dentro de una nomenclatura binaria semejante a la de Linneo para vegetales y animales. Este último nombre proviene del griego sphaleros, 'engañoso' (por su confusión con la galena). El sistema binario de nomenclatura mineral no tuvo éxito, pero sí el nombre elegido para este en concreto, de modo que blenda y esfalerita (y sus equivalentes en otros idiomas) se utilizaron desde entonces de forma indistinta.
En la década de 1980, la comisión responsable de nomenclatura mineral de la Asociación Internacional de Mineralogía revisó los casos de los minerales en los que se utilizaban varios nombres (como blenda/esfalerita, cianita/distena, mispiquel/arsenopirita) y eligió uno como oficial, esfalerita en este caso. Esta modificación de la nomenclatura (su equivalente en castellano) fue aceptada y recomendada por la Sociedad Española de Mineralogía.
Al ser un mineral muy común, recibió diversos nombres entre los mineros, como estoraque (por su parecido con esta resina), michoso y ojo de víbora, en México, y falsa galena en el caso de la variedad oscura y ojo de gallo en el de la amarilla acaramelada en España.

## Propiedades físicas y cristalografía
La esfalerita cristaliza en el sistema cúbico (isométrico o regular), en la clase -43 m, hexatetraédrica, grupo espacial F-43 m. Puede presentarse en masas compactas de diferentes tamaños de grano, en formas testáceas o bandeadas, espáticas y como cristales diferenciados. Los cristales más pequeños suelen estar bien definidos, mientras que los más grandes, que pueden alcanzar tamaños de hasta 30 cm, aparecen distorsionados y con las caras curvadas. Las figuras más habituales son el tetraedro {111} y el rombododecaedro {110}; también los triaquistetraedros positivo {311} y negativo {3-11}. En los cristales, son frecuentes las maclas según {111} (conocidas como maclas según la ley de la espinela) sencillas o como maclas múltiples lamelares. La esfalerita presenta una exfoliación perfecta según las caras de {011}.

## Propiedades químicas

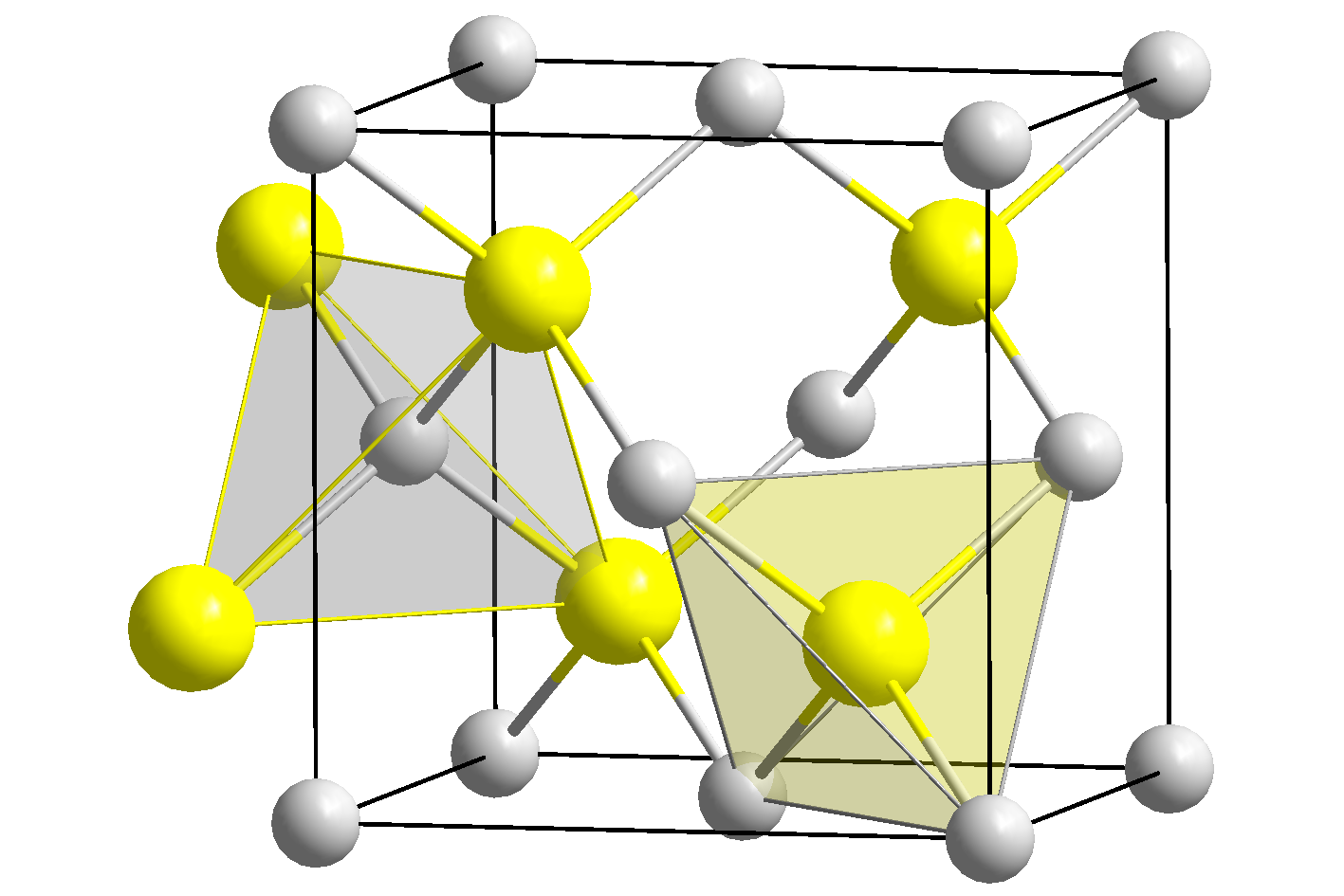
Red cristalina de la esfalerita. Las esferas amarillas representan los átomos de Zn y las grises los de S.

La esfalerita es el polimorfo cúbico del SZn, mientras que otro mineral, la wurtzita, de la misma composición, tiene politipos hexagonales y trigonales. La matraíta, otro supuesto polimorfo formado a alta temperatura, se ha desacreditado como especie; se considera como esfalerita densamente maclada. La esfalerita tiene una red cristalina cúbica centrada en las caras, con cada ion está coordinado con otros cuatro (4:4), con una geometría local de tetraedro. Las posiciones ocupadas por el azufre y el zinc serían intercambiables sin que cambiara la estructura, y si los dos elementos se substituyeran por átomos de carbono, la estructura resultante sería la del diamante.
Su composición teórica es SZn, pero en las muestras reales el zinc puede estar sustituido por otros metales. El sustituyente más común es el hierro, que puede alcanzar proporciones muy elevadas, hasta una relación Zn/Fe de 6/5, aunque generalmente sean mucho menores. La presencia de hierro produce el oscurecimiento del mineral, hasta llegar a tomar color negro. La esfalerita con estas características recibe el nombre de variedad marmatita. También es ubicua la presencia en la esfalerita de cadmio, y en menores proporciones, de indio. Otro elemento que se encuentra presente, pero no en todos los casos, es el manganeso, que excepcionalmente puede sustituir hasta el 36 % del zinc. Además puede contener cobre, mercurio, galio y germanio. Las concentraciones de uno y otros están relacionadas. En particular, el contenido de indio está relacionado con el de cobre, ya que la substitución es 2 Zn2+ por Cu + + In3+. En el caso del germanio, la sustitución parece ser más compleja. Se propuso 2Cu+ + Cu2+ + Ge4+ por 4 Zn2+.
La existencia de estos elementos en la esfalerita tiene implicaciones económicas y medioambientales. La mayoría del germanio obtenido procede de los subproductos del procesado de la esfalerita para obtener Zn. También se obtiene galio, aunque en este caso la fuente principal es la bauxita. La presencia de mercurio representa un problema de contaminación medioambiental y un riesgo laboral en las industrias de obtención de zinc, ya que en el proceso de tostación de la esfalerita se volatiliza y pasa a la atmósfera o se deposita en los equipos. A finales del año 2012 se produjo un accidente en la fábrica de la empresa Asturiana de Zinc en San Juan de Nieva, en el que varias decenas de trabajadores de una contrata de mantenimiento que cambiaban los tubos de los intercambiadores de la planta de tostación de esfalerita resultaron intoxicados por el mercurio que se había alojado a lo largo del tiempo en ella.

## Asociación con otros minerales
La esfalerita suele estar asociada casi siempre con galena, pirita y calcopirita. La asociación con calcopirita se produce a escala macroscópica, en forma de intercrecimientos, como crecimientos de microcristales de calcopirita sobre cristales de esfalerita, en muchas ocasiones de forma epitaxial, y también a escala microscópica, de una forma conocida como «enfermedad de la calcopirita». La esfalerita masiva presenta incluidos abundantes granos microscópicos de calcopirita, cuyo origen todavía está en discusión. Se planteó que la calcopirita se forma por coprecipitación o por reemplazamiento, que son los dos procesos posibles, y puede darse uno u otro dependiendo del yacimiento. La hipótesis de que la enfermedad de la calcopirita se deba a un proceso de exolución, que da lugar a texturas semejantes en otros casos, está prácticamente descartada debido a la baja solubilidad del CuS en un sistema Cu-Fe-Zn-S como el de la esfalerita. La galena es un mineral muy frecuente asociado como crecimientos esqueléticos a los agregados fibrosos que forman la esfalerita testácea. Estos crecimientos esquieléticos pueden estar formados por apilamientos de octaedros microscópicos a lo largo de los ejes cuaternarios o por microcristales cúbicos orientados a lo largo de los ejes ternarios. También se ha encontrado, en el yacimiento de Begslagen, en Suecia, la asociación de roquesita, un mineral de indio extremadamente raro, como tapices microscópicos sobre la esfalerita, formado por la reacción del indio de la esfalerita con la bornita que la rodea.

## Utilización

### Como mena de zinc
La esfalerita es actualmente la principal mena de zinc, solamente desde finales del siglo XIX. Las aleaciones de cobre y zinc (latón) se han producido desde hace varios miles de años, aunque sin que se conociera el mecanismo de su formación, ni el zinc como metal. Pudieron obtenerse inicialmente de forma accidental por la fusión conjunta de minerales secundarios de cobre y zinc, pero pronto se debió descubrir la posibilidad de obtener latón tratando el cobre fundido con calaminas, minerales secundarios de zinc. Plinio indica el procedimiento, pero probablemente es muy anterior. Concretamente, señala que es el cobre mariano o cordubense (procedente de las minas de cerro Muriano, en Córdoba) chupa o sorbe mucho la cadmia y imita la bondad del orichalco. Lo que llama cadmia es la calamina, y el orichalco o auricalco, el latón. El principal productor actual de zinc (y de esfalerita) es China, seguida a bastante distancia por Australia y Perú.

### Como mena de otros metales
La esfalerita es una de las principales menas de cadmio, indio, galio y germanio, que aparecen en pequeñas proporciones sustituyendo al zinc. Las menas de zinc contienen típicamente alrededor del 0,03 % de cadmio, y entre 1 y 100 partes por millón de indio. China es el principal productor de estos metales raros.

### Como mineral de colección y como gema
La esfalerita se encuentra en algunos yacimientos como ejemplares espectaculares, muy apreciados por los coleccionistas por su color, brillo, tamaño de cristales y asociación con otras especies. Los ejemplares de la variedad «blenda acaramelada» procedentes de los Picos de Europa, en Cantabria, se conocen desde el siglo XIX, y se encuentran en los museos de todo el mundo. Los más antiguos proceden de las minas de Ándara, en el municipio de Cillorigo de Liébana, y los más modernos (y de mejor calidad) de la mina Las Manforas, en Áliva, Camaleño.También son muy apreciados los ejemplares con cristales de tamaño milimétrico o inferior, pero de gran belleza, observables con lupa binocular en ejemplares de pequeño tamaño llamados micromounts.

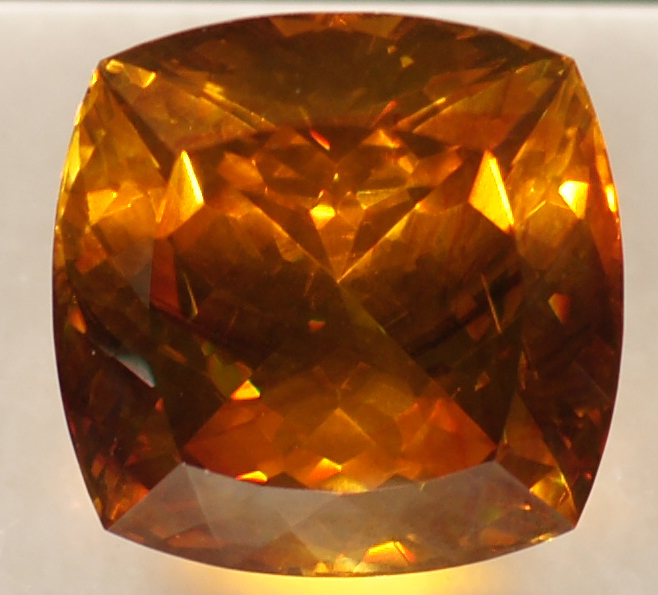
Esfalerita facetada, conocida con el nombre de Étoile des Asturies, una de las mayores existentes. Museo Cantonal de Geología de Lausana.

Sus propiedades ópticas, como su elevadísimo índice de refracción, próximo al del diamante y superior al de la mayoría de sus imitaciones, su dispersión (diferencia en el índice de refracción entre la luz azul y roja, 686.7 nm y 430.8 nm), muy superior a la del diamante, junto con su color amarillo verdoso o anaranjado intenso, hace que puedan obtenerse unas gemas espectaculares, con un fuego espléndido. Sin embargo, la dureza y fragilidad del mineral tiene como consecuencia que no se utilice en joyería, salvo raras excepciones, como parte de pendientes. Uno de los mayores ejemplares de esfalerita facetada, es el conocido como Étoile des Asturies. Tiene un peso de 163,4 quilates y se encuentra en el Museo Cantonal de Geología de Lausana y, a pesar de su nombre, procede de Cantabria, no de Asturias. Un ejemplar todavía mayor, con un peso de 214.2, se encuentra en el museo del Instituto Smithsoniano.

## Yacimientos
La esfalerita es un mineral muy común, que se encuentra en decenas de miles de yacimientos. Algunos son especialmente importantes por la calidad de los ejemplares que han aparecido en ellos.

### España

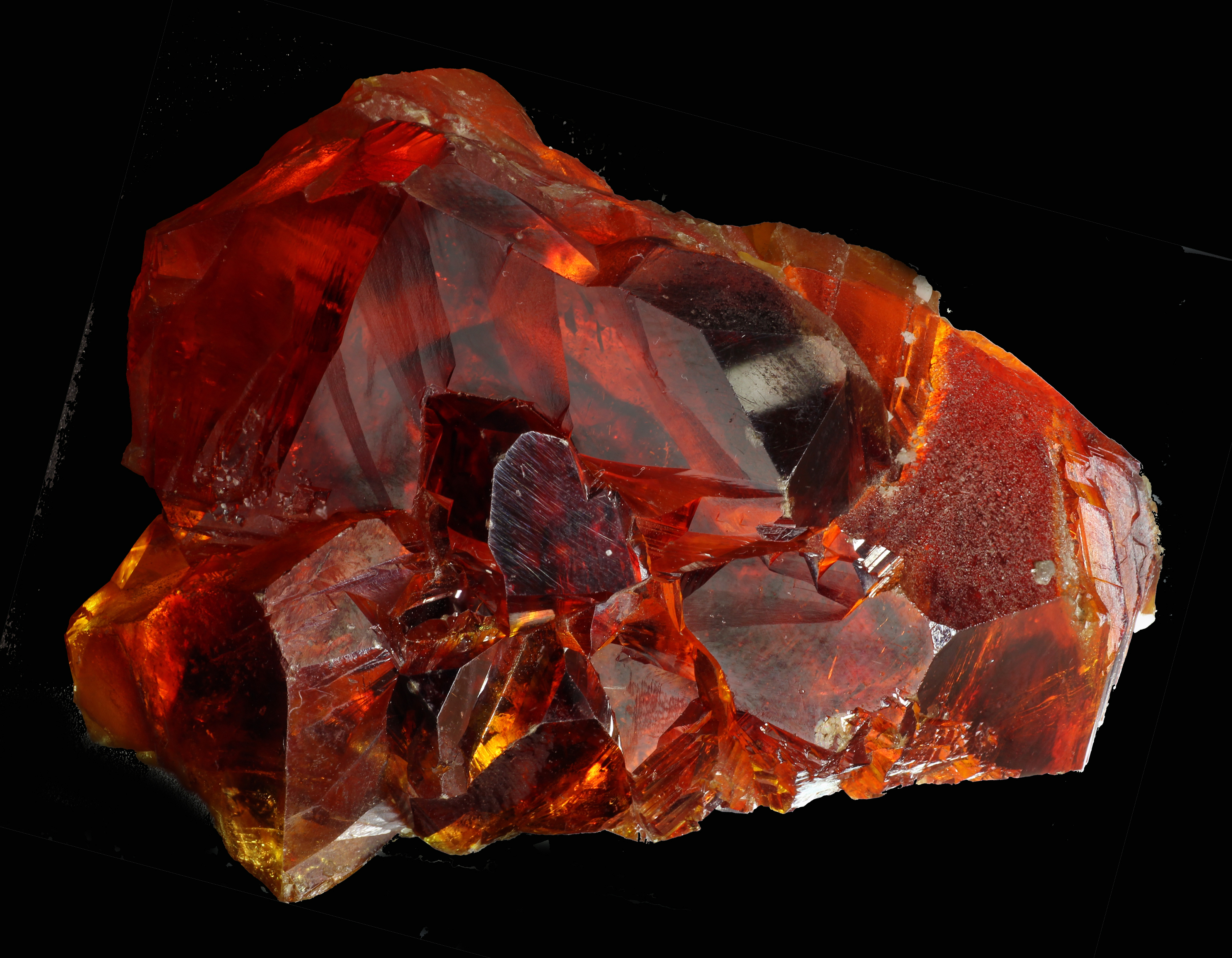
Grupo de cristales de esfalerita transparente, de la variedad conocida como blenda acaramelada, procedente de la mina Las Manforas, Áliva, Camaleño, Cantabria (España). Colección M.Calvo. Foto J. Callén.

Uno de los principales yacimientos de esfalerita del mundo, que ha producido un gran número de ejemplares de esfalerita de la variedad blenda acaramelada es la mina Las Manforas (corrupción del nombre de la concesión, Almanzora), en Áliva, Picos de Europa, municipio de Camaleño (Cantabria). Su color es entre amarillo anaranjado y rojo, con ocasionales ejemplares amarillos de tono verdoso. Se encuentra como cristales de hasta 10 cm, agrupados formando a veces ejemplares de tamaño superior al metro, y como masas espáticas cristalinas, transparentes, a partir de las cuales pueden tallarse gemas perfectas de un peso de más de 100 quilates. Está asociada a dolomita, a veces a calcita y ocasionalmente a galena y a calcopirita.
El yacimiento de Reocín, en la localidad de ese nombre en Cantabria, estuvo en explotación para obtener minerales de zinc entre 1856 y 2003. La esfalerita se encontraba, junto con algo de galena, pirita y marcasita, en un yacimiento estratoligado encajado en calizas totalmente dolomitizadas del Gargasiense. Aparecía en forma colomorfa, muy finamente cristalina, con estructura bandeada o nodular, y de color marrón de diversos tonos, a veces como masas prácticamente monominerlaticas de decenas de metros cúbicos. Los cristales eran de tamaño milimétrico y se encontraron ocasionalmente tapizando algunas cavidades.

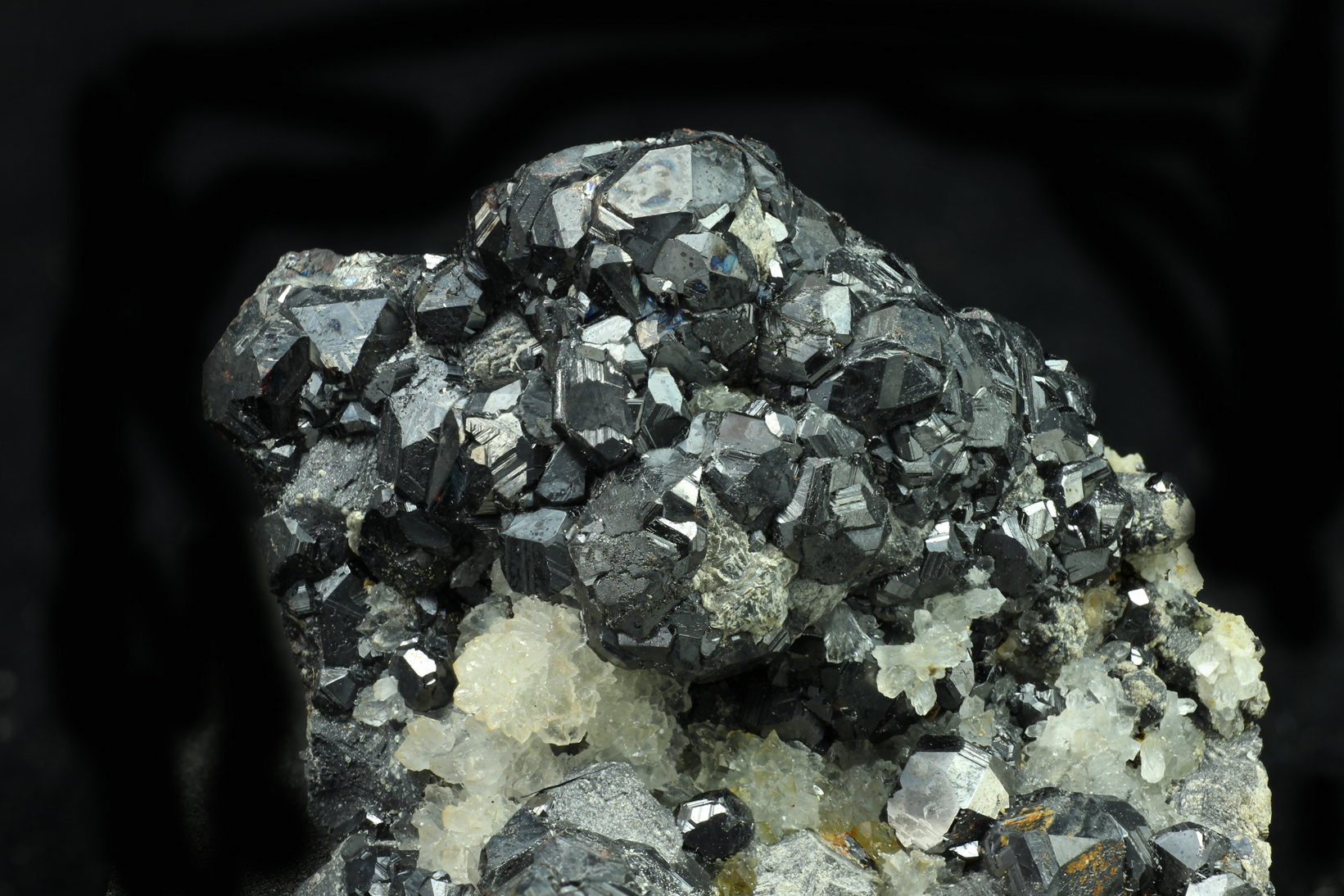
Esfalerita variedad Marmatita. Túnel José Maestre, La Unión, Murcia. Foto J. Callén

En la Sierra Minera, en los municipios de Cartagena y La Unión, las explotaciones de Pb-Zn han sido importantes hasta la década de 1980, aunque desde el 31 de marzo de 1990 se detuvo definitivamente la actividad minera y las cortas pasaron a procesos de restauración. En algunas minas, como en la Lola, y en el Túnel José Maestre, aparecieron grupos de cristales de esfalerita de color negro, de la variedad marmatita, de tamaño multicentimétrico, asociados con cristales de cuarzo.

### Perú

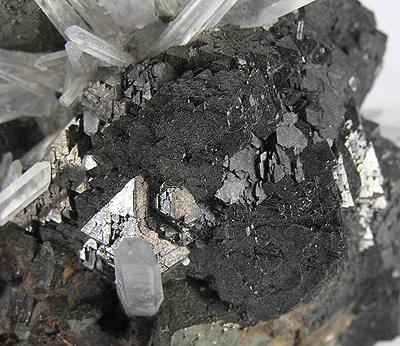
Esfalerita y cuarzo. Mina Huarón, Perú.

Los mejores ejemplares encontrados en Perú, desde el punto de vista del tamaño, perfección morfológica de los cristales y, en conjunto, de sus posibilidades como ejemplares de museo, son probablemente los de la mina de Huarón, en la provincia y departamento de Pasco, en los que los cristales, bien formados, de color negro y de un tamaño de varios centímetros, están asociados con cristales de cuarzo. La mina de Casapalca, en la provincia de Huarochiri (Lima), ha proporcionado ejemplares notables de esfalerita, como cristales estriados, de color negro y brillantes, asociados a pirita y a calcopirita. En la minas Santa Rita, Manuelita y Ticio, en el distrito de Morococha (Junín), se ha encontrado como blenda acaramelada, en magníficos cristales de tamaño centimétrico, asociados a cuarzo y a veces a rodocrosita.

### México
La localidad más importante de este país para la esfalerita es Naica, en Saucillo (Chihuahua). Los cristales de esfalerita son de color negro, bien definidos, de un tamaño de hasta 5 cm, y se encuentran con frecuencia asociados a cristales de fluorita.

### Kosovo
Uno de los yacimientos más conocidos a escala mundial, por la calidad de sus cristales y la abundancia con la que aparecen, es la mina de Trepča, en Mitrovica. Esta mina fue explotada ya a principios del siglo XIV. La esfalerita se encuentra en un depósito de tipo skarn, en calizas del Triásico. Los cristales de esfalerita, de color negro y de un tamaño de hasta 10 cm, tienen una morfología muy bien definida, mejor de lo habitual en este mineral, y aparecen generalmente como maclas de dos octaedros según la ley de la espinela. Está asociada a calcita, dolomita y ocasionalmente a cuarzo o a rodocrosita. La mina tiene asociado un museo con ejemplares de sus propios minerales.

### Polonia

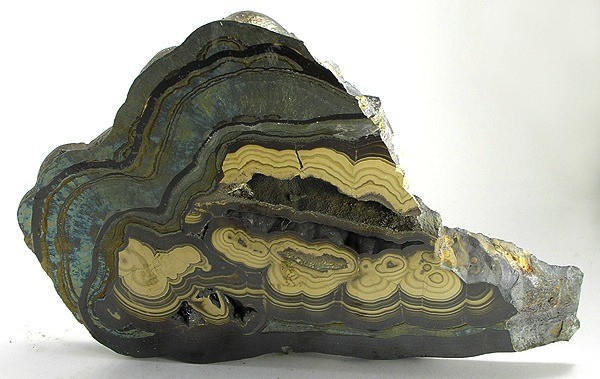
Esfalerita coloforme. Sección con la superficie pulida. Olkusz, Polonia

En la mina Pomorzany, en Olkusz (Pequeña Polonia), es muy abundante la esfalerita colomorfa conocida como schalenblende, blenda testácea, que consiste en masas con estructura botioidal exterior y bandeados internos de distintos tonos de color marrón, con pirita, marcasita y galena, en forma de cristales esqueléticos asociada con la esfalerita. Estas formaciones bandeadas pueden formar estructuras continuas o nódulos de tamaño incluso decimétrico. Las secciones pulidas son muy vistosas y apreciadas en coleccionismo y decoración.

### Estados Unidos
En Estados Unidos son muy conocidos los ejemplares de la mina Elwood, en Carthage (Tennessee), que comenzó a explotarse en 1969. Los cristales de esfalerita son generalmente muy brillantes y de un tamaño que puede alcanzar los 5 cm, pero con las formas mal definidas. Están asociados a fluorita, cuarzo y dolomita.

### China
China es el principal productor mundial de zinc y consecuentemente, de esfalerita. En algunos yacimientos es frecuente la variedad blenda acaramelada, en ejemplares de calidad incluso semejante a los de los Picos de Europa en España. Uno de estos yacimientos es la mina Rucheng, en Nuanshui (Hunan). También son notables los ejemplares del yacimiento de Kangjiawan, en Hengyang (Hunan).

### Otros yacimientos
La cantera de Legenbach, en el Valle de Binn (Wallis), en Suiza, y las canteras de mármol de Fantiscritti, en Carrara (Toscana), en Italia, proporcionan magníficos ejemplares con cristales de esfalerita de tamaño milimétrico (micromounts), muy apreciados por los coleccionistas por su brillo, color, transparencia y la perfección de su morfología, aunque no tienen interés económico como yacimientos de zinc.